# Mount Harmston
Mount Harmston är ett berg i Kanada.   Det ligger i provinsen British Columbia, i den sydvästra delen av landet, 3 700 km väster om huvudstaden Ottawa. Toppen på Mount Harmston är 2 009 meter över havet, eller 364 meter över den omgivande terrängen. Bredden vid basen är 1,1 km. Mount Harmston ligger vid sjön Milla Lake.
Terrängen runt Mount Harmston är bergig åt nordost, men åt sydväst är den kuperad.Runt Mount Harmston är det mycket glesbefolkat, med 3 invånare per kvadratkilometer.. Det finns inga samhällen i närheten. 
I omgivningarna runt Mount Harmston växer i huvudsak barrskog.